# Cefalodium

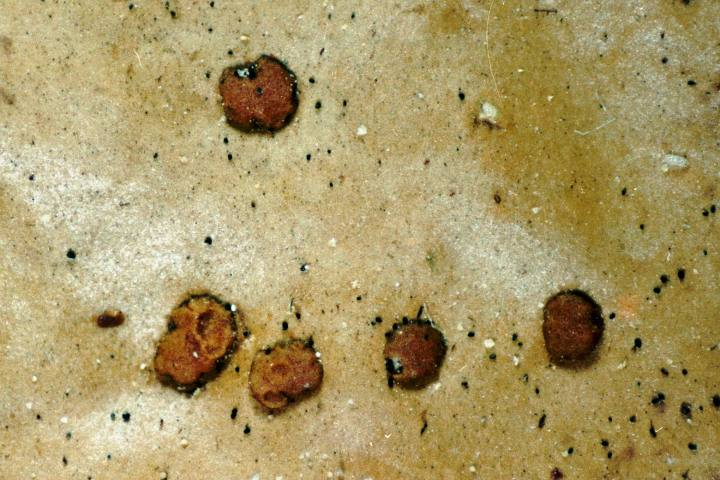
Cefalodia lišejníku hávnatka bradavičnatá (Peltigera aphthosa)

Cefalodium (cephalodium, pl. cephalodia či cefalodia) je kulovitý útvar o velikosti 0,5-1 mm na povrchu stélky některých lišejníků, který nejčastěji obsahuje další fotobionty (a to zejména sinice). Vyskytuje se například u rodu hávnatka (Peltigera), Lobaria či Stereocaulon.